# Islas Bugge
Las islas Bugge son un pequeño grupo de islas cubiertas de hielo ubicadas cerca de la barrera de hielo Wordie, al noroeste del monte Guernsey, frente a la costa occidental de la península Antártica. Fue avistado por primera vez desde el aire y fotografiado por la Expedición Británica Tierra de Graham en 1936, y posteriormente cartografiadas a grandes rasgos a partir de las fotografías. Observadas en 1947 desde el barco Port of Beaumont, Texas por la Expedición de Investigación Antártica Ronne (RARE) al mando de Finn Ronne, que bautizó las islas por su sobrina, Ruth Bugge.
También en 1947 las islas fueron visitadas por la Primera Expedición Antártica Chilena, que bautizó las islas con los nombres Aldea, Eleuterio Ramírez y Latorre, en honor a héroes del combate Naval de Iquique.
Las islas del grupo son, de norte a sur:
- Isla Eleuterio Ramírez 69°9′S 68°27′O / -69.150, -68.450
- Isla Aldea 69°13′S 68°30′O / -69.217, -68.500
- Isla Latorre 69°14′S 68°20′O / -69.233, -68.333

## Reclamaciones territoriales
Argentina incluye a las islas en el departamento Antártida Argentina dentro de la provincia de Tierra del Fuego, Antártida e Islas del Atlántico Sur; para Chile forman parte de la comuna Antártica de la provincia Antártica Chilena dentro de la Región de Magallanes y de la Antártica Chilena; y para el Reino Unido integran el Territorio Antártico Británico. Las tres reclamaciones están sujetas a las disposiciones del Tratado Antártico.
Nomenclatura de los países reclamantes:
- Argentina: Islas Bugge
- Chile: Islas Bugge
- Reino Unido: Bugge Islands